# نورثروب بيتا
نورثروب بيتا  (بالإنجليزية: Northrop Beta)‏ هي طائرة أحادية المحرك، مصنوعة من المعادن، ومنخفضة الجناح وأحادية السطح بنيت في عام 1931. أنتجت في الولايات المتحدة ومن صناعة نورثروب. كان أول طيران لها في 03 مارس 1931.